# فيرنر بوي
فيرنر بوي (و. 1879 – 1914 م) هو رياضياتي ألماني، توفي في فرنسا، عن عمر يناهز 35 عاماً.

## التعليم
تعلم في جامعة غوتينغن
.